# Championnats d'Europe de marche par équipes 2023
Navigation
Édition précédente Édition suivante
Les Championnats d'Europe de marche par équipes 2023 se déroulent à Poděbrady en Tchéquie le 21 mai 2023.

## Podiums

### Seniors
| Épreuve      | Or                                                                      | Argent                                                         | Bronze                                                           |
| ------------ | ----------------------------------------------------------------------- | -------------------------------------------------------------- | ---------------------------------------------------------------- |
| Individuel   |                                                                         |                                                                |                                                                  |
| 20 km hommes | Francesco Fortunato 1 h 18 min 59 s EL                                  | Perseus Karlström 1 h 19 min 27 s SB                           | Massimo Stano 1 h 20 min 7 s SB                                  |
| 35 km hommes | Álvaro Martín 2 h 25 min 35 s NR                                        | Christopher Linke 2 h 27 min 5 s NR                            | Miguel Ángel López 2 h 27 min 33 s SB                            |
| 20 km femmes | Antigóni Drisbióti 1 h 29 min 17 s                                      | Antonella Palmisano 1 h 29 min 19 s SB                         | Ana Cabecinha 1 h 29 min 35 s SB                                 |
| 35 km femmes | María Pérez 2 h 37 min 15 s WR                                          | Raquel González 2 h 45 min 42 s SB                             | Cristina Montesinos 2 h 45 min 58 s PB                           |
| Par équipes  |                                                                         |                                                                |                                                                  |
| 20 km hommes | Italie Francesco Fortunato Massimo Stano Andrea Cosi 15 pts             | Espagne Alberto Amezcua Paul McGrath Diego García 16 pts       | Allemagne Nils Brembach Leo Köpp Karl Junghannß 45 pts           |
| 35 km hommes | Espagne Álvaro Martín Miguel Ángel López Marc Tur 12 pts                | Italie Andrea Agrusti Riccardo Orsoni Stefano Chiesa 23 pts    | Allemagne Christopher Linke Carl Dohmann Nathaniel Seiler 33 pts |
| 20 km femmes | Italie Antonella Palmisano Valentina Trapletti Alexandrina Mihai 21 pts | Ukraine Lyudmyla Olyanovska Olena Sobchuk Anna Shevchuk 25 pts | France Clémence Beretta Pauline Stey Camille Moutard 37 pts      |
| 35 km femmes | Espagne María Pérez Raquel González Cristina Montesinos 6 pts           | Italie Federica Curiazzi Nicole Colombi Sara Vitiello 25 pts   | Ukraine Vasylyna Sydorchuk Alina Cvilij Valentyna Naiavko 30 pts |

### Juniors
| Épreuve      | Or                             | Argent                       | Bronze                            |
| ------------ | ------------------------------ | ---------------------------- | --------------------------------- |
| Individuel   |                                |                              |                                   |
| 10 km hommes | Diego Giampaolo 42 min 16 s PB | Hayrettin Yıldız 42 min 24 s | Pablo Rodríguez Rojas 42 min 37 s |
| 10 km femmes | Giulia Gabriele 46 min 42 sPB  | Aldara Meilán 47 min 45 s    | Ana Delahaie 48 min 4 s           |
| Par équipes  |                                |                              |                                   |
| 10 km hommes | Espagne 8                      | Italie 9                     | Turquie 13                        |
| 10 km femmes | Espagne 7                      | Italie 8                     | France 20                         |